# Pseuderanthemum verapazense
Pseuderanthemum verapazense är en akantusväxtart som beskrevs av Donn. Smith. Pseuderanthemum verapazense ingår i släktet Pseuderanthemum och familjen akantusväxter. Inga underarter finns listade i Catalogue of Life.